# Antonio Abadía
Antonio Abadía Beci, född 2 juli 1990, är en spansk långdistanslöpare.
Abadía tävlade för Spanien vid olympiska sommarspelen 2016 i Rio de Janeiro, där han blev utslagen i försöksheatet på 5 000 meter.